# VHYes
VHYES ist eine Filmkomödie von Jack Henry Robbins, die am 21. September 2019 im Rahmen des Fantastic Fest ihre Premiere feierte und am 17. Januar 2020 in die US-Kinos kam.

## Handlung
Der 12-jährige Ralph hat zu Weihnachten eine Videokamera bekommen und verbringt die darauffolgende Woche damit, gemeinsam mit seinem besten Freund Josh Parodien von TV-Inhalten aus den 1980er Jahren zu produzieren. Eigentlich versucht der Junge mit dem Anschauen alter Videos und seiner Arbeit den Zusammenbruch seiner Familie zu verarbeiten.

## Produktion
Regie führte Jack Henry Robbins. Die Hauptrolle von Ralph wurde mit dem Kinderdarsteller Mason McNulty besetzt.
Der Film wurde komplett auf VHS und Betacam gedreht. Als Kameramann fungierte Nate Gold.
Eine erste Vorstellung erfolgte am 21. September 2019 im Rahmen des Fantastic Fest. Am 17. Januar 2020 kam der Film in die US-Kinos. Im Juli 2020 erfolgte eine Vorstellung beim Neuchâtel International Fantastic Film Festival. Im September 2020 wurde er beim Slash Filmfestival gezeigt.

## Rezeption

### Kritiken
Der Film konnte bislang 79 Prozent aller Kritiker bei Rotten Tomatoes überzeugen.

### Auszeichnungen
Neuchâtel International Fantastic Film Festival 2020
- Nominierung für den Publikumspreis im Online-Wettbewerb